# Mesorregión del Suroeste Amazonense
La Mesorregión del Sudoeste Amazonense es una de las cuatro mesorregiones del estado brasileño del Amazonas. Es formada por dos microrregiones:
- Microrregión del Alto Solimões: formada por 9 municipios, siendo Tabatinga la principal ciudad de la microrregión, con población estimada en 47.948 habitantes.

- Microrregión de Juruá: formada por 7 municipios, siendo Eirunepé la principal ciudad de la microrregión, con población estimada en 30.901 habitantes.

## Ciudades
Las ciudades más importantes de la mesorregión son: Eirunepé, Tabatinga y Benjamin Constant. 

## Economía
La industria es fuerte en las ciudades de Eirunepé, Tabatinga y Benjamin Constant. En otros municipios, como Envira, Carauari, São Paulo de Olivença y Fuente Buena, la base de la economía es la agricultura y ganadería.
- Datos: Q2182615